# Hoe (brano musicale)
Hoe è un brano musicale del rapper italiano Tedua, quarta traccia del suo terzo album in studio La Divina Commedia, pubblicato il 2 giugno 2023.

## Descrizione
Il brano presenta la collaborazione del rapper italiano Sfera Ebbasta, che canta il ritornello.

## Classifiche

### Classifiche settimanali
| Classifica (2023) | Posizione massima |
| ----------------- | ----------------- |
| Italia            | 1                 |

### Classifiche di fine anno
| Classifica (2023) | Posizione |
| ----------------- | --------- |
| Italia            | 16        |